# 霍洛赫瓦斯特
49°16′30″N 26°57′46″E / 49.27500°N 26.96278°E
霍洛赫瓦斯特（羅馬化：Holokhvasty）是位於烏克蘭西部的村莊，由赫梅利尼茨基州裡赫梅利尼茨基區的亞爾莫林齊市鎮負責管轄。該村面積1.72平方公里，海拔高度331米，2001年人口209，人口密度每平方公里110.6人。